# Arroyo de los Pavos
El arroyo de los Pavos es un pequeño curso de agua uruguayo que atraviesa el departamento de Treinta y Tres, pertenece a la cuenca hidrográfica de la laguna Merín.
Nace en la Cuchilla Grande y desemboca en el Arroyo Valija.
- Datos: Q5706185